# ガンダムクライシス
『ガンダムクライシス』（GUNDAM CRISIS）は、富士急ハイランドにあるアニメ『機動戦士ガンダム』を題材にしたミッションクリア型アトラクション。2007年7月21日開業。
2013年7月27日に一部内容を一新した『リアル宝探し ガンダムクライシス2』としてリニューアルしたが、同年12月1日を以って終了。富士飛行社に改装された。

## 概要・特徴（リニューアル以前）
舞台設定は『機動戦士ガンダム』の出来事である一年戦争でのコンペイトウの格納庫。アトラクションの参加者は、モスク・ハン博士率いるマグネット・コーティング改装チームの一員として整備中に起こったジオン軍の奇襲により、一刻も早くガンダムを出撃させるために、各所に散らばったデータを集めることが求められる。
参加者にはVQディバイダーと呼ばれる携帯情報端末が渡される。これをアトラクション各所に設置されている発光ポイントにかざすことによって、ガンダムのデータを集めるという内容。発光ポイントは2色あり、赤色はガンダムの輪郭、青色は集めた輪郭に色を付けるポイントとなっている。ポイントはその多くが障害物の隙間や足元など見つけにくい場所にあり、またすでに収集したデータが全て消えてしまうエラーポイント（いわゆるハズレ）も混じっている。
真っ先に制限時間内に全てのデータを収集できた参加者1名のみが、実物大ガンダムのコックピットに乗り込むことが可能。それ以外の参加者は、ガンダム発進のために格納庫から避難することとなる。どちらのコースでもサンライズの制作した映像が見られるが、それぞれ内容は異なっており、コクピット内の方は「スペシャル映像」とされている。
VQディバイダーはウィルコムが協力しており、VQディバイダーや館内に「WILLCOM」と書かれている。

### 映像制作スタッフ（リニューアル以前）
- 監督：鈴木健一
- ストーリー：兵頭一歩
- メカニカルデザイン：カトキハジメ
- 制作：サンライズ

## 概要・特徴（リニューアル後）
ストーリーも一新され、地球連邦軍新設部隊『第229モビルスーツ部隊』の選抜試験としてリニューアルし、前作『ガンダムクライシス』でのマグネットコーティング改装ミッションの30分前の出来事として設定されている。また、本アトラクションではスマートフォンなどの携帯電話との連動を行っており、アトラクション内に貼られたIDを専用携帯サイトで入力するとポイントが獲得できる（一部、ポイントを失ってしまうトラップIDがある）。なお、ゲームが開始される前に予めサイトで登録が必要となる。そのため、前作での専用端末を用いたミッションは廃止された。ポイント獲得数に応じて『パイロット候補生』から『大隊長』までの役職が与えられ、終了後に辞令書がスタッフから交付される。